# August Ferdinand Siemßen

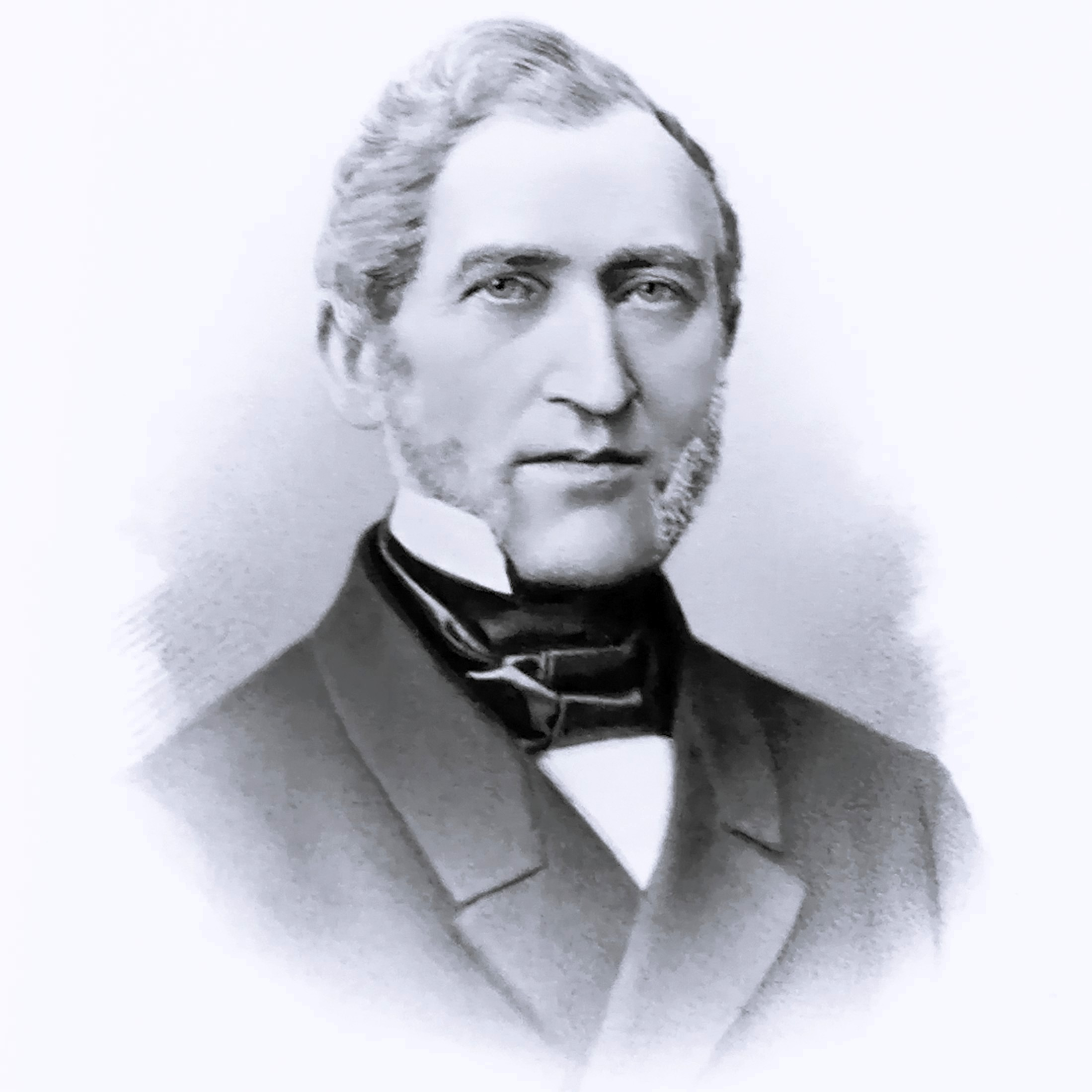
Senator August Ferdinand Siemßen

August Ferdinand Siemßen (* 3. Dezember 1811 in Lübeck; † 18. November 1879 ebenda) war Kaufmann und Senator der Hansestadt Lübeck.

## Leben
Siemßen war Sohn des aus Mecklenburg-Strelitz stammenden vormaligen Pächters des Stadtgutes Krummesse und seiner Ehefrau Anna Elisabeth geb. Zietz, Tochter des Predigers an der Kirche des St. Johannisklosters Paul Detlef Zietz. Der Pastor und Topograph Heinrich Christian Zietz war sein Schwager. 
Siemßen erlernte den Kaufmannsberuf ab 1827 und wurde 1838 Teilhaber der Weinhandlung Jac. Ludw. Bruhns & Sohn. 1848 wurde er Mitglied der Bürgerschaft. 1856 verlegte er seine Aktivitäten nach Hamburg. Der Senat rief ihn jedoch nach Lübeck zurück, wo er ab 1856 als Senator der Hansestadt in der Baudeputation und der Kommission für Handel und Schifffahrt wirkte. Als Senator machte er sich besonders auf dem Gebiet der Fürsorge einen Namen. Er war von 1857 bis 1870 Präses der Armenanstalt und Mitglied der Zentral-Armendeputation. Siemßen trat aus Gesundheitsgründen im Sommer 1871 als Senator in den Ruhestand.